# Ривароло-Мантовано
Ривароло-Мантовано (італ. Rivarolo Mantovano) — муніципалітет в Італії, у регіоні Ломбардія, провінція Мантуя.
Ривароло-Мантовано розташоване на відстані близько 390 км на північний захід від Рима, 110 км на південний схід від Мілана, 31 км на захід від Мантуї.
Населення — 2576 осіб (2014).

## Демографія
Населення за роками:

Станом на 1 січня 2023 року в муніципалітеті офіційно проживали 294 іноземці з 25 країн, серед них 132 громадяни країн Євросоюзу та 4 громадяни України.

## Сусідні муніципалітети
- Боццоло
- Кастельдідоне
- П'ядена
- Ривароло-дель-Ре-ед-Уніті
- Сан-Мартіно-далл'Арджине
- Спінеда
- Торната